# Chiesa di San Francesco (Crema)
La chiesa di san Francesco era un luogo di culto cattolico di Crema retto dai frati minori osservanti di San Francesco. Prospiceva sull’attuale piazza monsignor Angelo Madeo.

## Storia
Le origini del convento risalgono all’anno 1345 per la volontà dei fratelli Berzonino, Ardicino e Teobaldo, figli di Sergnano Benzoni che donarono al ministro provinciale di Milano padre Andrea una propria casa, l’esistente chiesa di San Michele e la cessione dello giuspatronato sulla medesima per permettere di stabilirvisi 12 frati. La bolla di papa Clemente VI "Laudabilis" permise alla comunità di proseguire l’insediamento nonostante l’opposizione dei frati domenicani.
La nuova chiesa fu costruita dal 1379 dopo aver ottenuto da papa Urbano V l’assegnazione della vecchia chiesa di San Michele, quindi fu ampliata nel 1462mentre il convento poté ritenersi compiuto nel 1498.

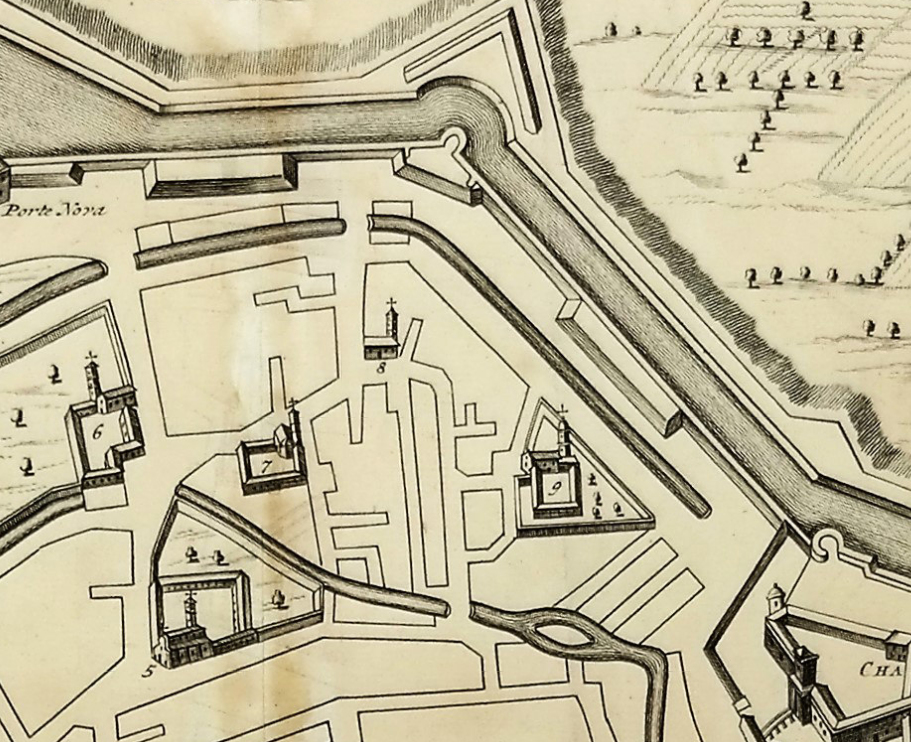
Estratto della carta «Crema ou Crème», di Pierre Mortier, acquaforte, 1708. Vi si ravvisano col n. 5 la chiesa e il convento di San Francesco.

Nel 1475 su richiesta del Consiglio cittadino il convento fu visitato da frate Giuliano de Laudo sollecitato ad intervenire per le intemperanze dei religiosi; negli anni successivi il convento ospitò una serie di capitoli provinciali e, in particolari condizioni, il Consiglio cittadino elargiva al convento doni o denaro.
Perotus di Piacenza, vicario del vescovo Catelano Trivulzio, ricordava ai frati che papa Leone X il 12 giugno del 1517 aveva imposto ai conventi francescani di osservare strettamente la regola ed era proibito loro di possedere terreni e qualunque altro bene.
Dal convento cremasco proveniva Massimiliano Beniamino che fu oratore a nome di tutti i francescani in molte occasioni, tra le quali il Concilio di Trento; fu nominato vescovo di Chioggia nel 1585 e ivi vi morì nel 1601.
La chiesa di San Francesco si sostituì alla cattedrale tra gli anni 1776 ed il 1780 quando il duomo fu oggetto di un intervento interno per trasformarlo in stile barocco. 
Il complesso venne soppresso l’11 ottobre 1798 e alcune opere e arredi furono acquistati dal parroco Cerioli di Ombriano per completare ed abbellire la nuova chiesa parrocchiale di quella borgata.

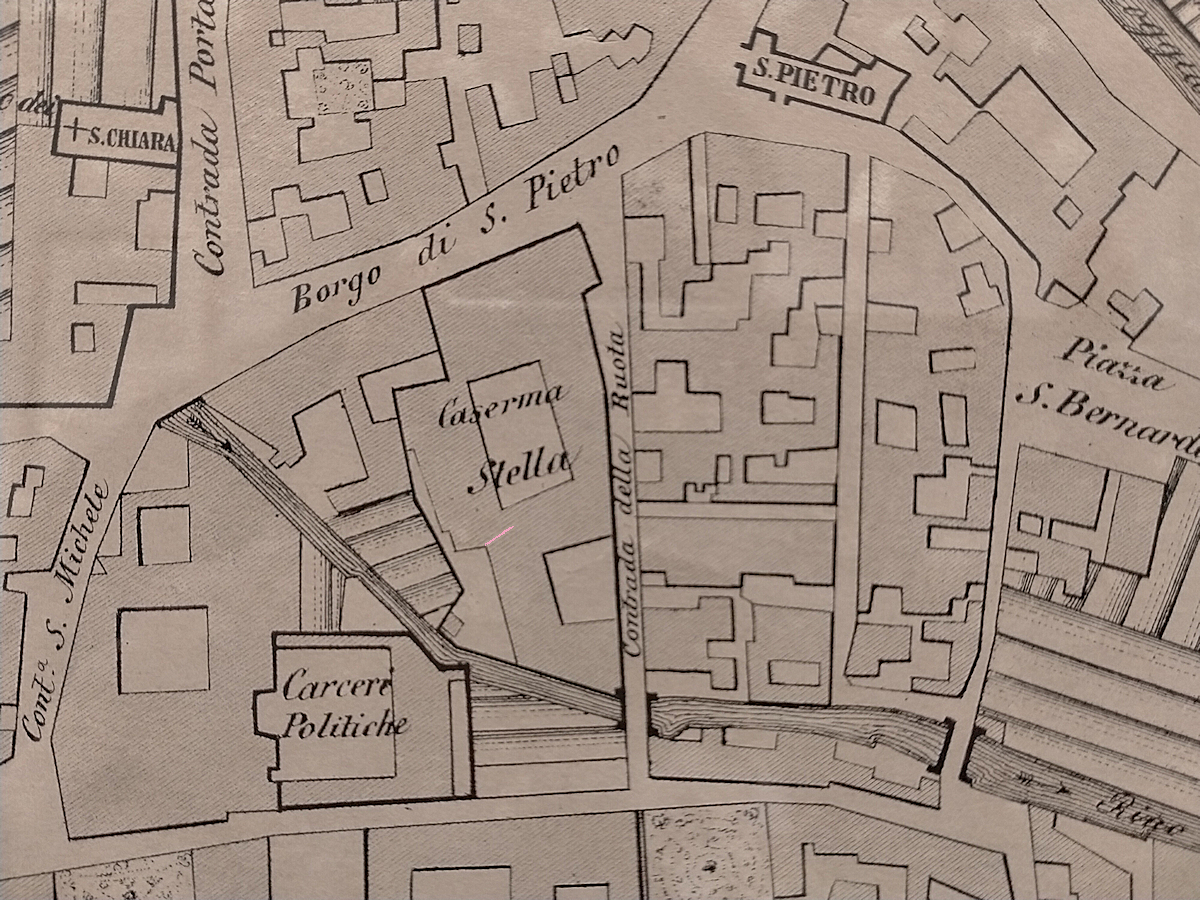
Il Borgo San Pietro in una carta di Pietro Donati del 1857 ca. Si individua l'ex convento di San Francesco adibito a "carceri politiche".

Il convento fu utilizzato in epoca austriaca quale carcere per detenuti politici e ne sopravvivono i chiostri, seppur manomessi, ora proprietà privata mentre la chiesa fu definitivamente abbattuta nel 1870 ai sensi di una delibera della Giunta comunale che accoglieva una richiesta dell’allora proprietario Giuseppe Conca.
Sul vuoto creatosi fu creato un giardino (casa Tosetti) acquisito dall’amministrazione comunale per elevarvi il nuovo edificio destinato ad ospitare l’ufficio postale del centro storico progettato da Beppe Ermentini e inaugurato il 19 ottobre 1962.
Lo slargo davanti alla chiesa era chiamato anticamente Piazzolo di San Francesco ed ora è intitolato a monsignor Angelo Madeo, sacerdote fondatore a Crema dell’istituto Artigianelli e parroco della Cattedrale, incarico che lasciò nel 1969 per dedicarsi alle missioni, particolarmente nel Dahomey, dove organizzava centri di formazione professionale. Morì per una malattia tropicale nel 1984.
Nelle mappe catastali ottocentesche il breve tratto tra lo slargo e l'attuale via Giovanni Bottesini è denominato Contrada San Michele a ricordo dell'antica chiesa.

## Caratteristiche

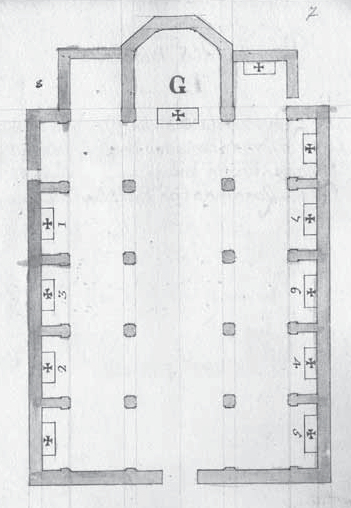
La pianta della chiesa disegnata dall'ispettore Giacomo Crespi nel 1774. Dal supplemento di "Insula Fulcheria XXXIX", Il libro delli quadri di Giacomo Crespi, a cura di Marianna Belvedere.

Esiste un disegno a penna con il prospetto della facciata quattrocentesca, divisa in tre parti da lesene, con un elaborato portale centrale e rosone; nelle parti laterali vi erano due bifore verosimilmente poggianti su mensole ingentilite da archetti.
Nella relazione dell’ispettore delle pitture Giacomo Crespi del 1779, invece, è riportata la pianta; si trattava di una chiesa a tre navate con cinque cappelle laterali (di cui una priva di altare), mentre un altare era presente alla conclusione della navata destra, a lato del presbiterio. In una nota dello stesso Crespi venivamo a sapere che il presbiterio era chiuso da un coro.

## Opere disperse

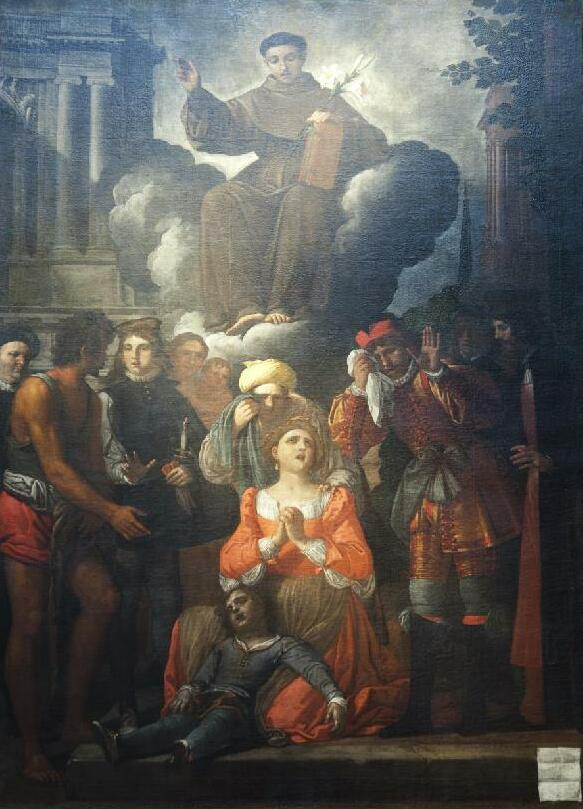
Pietro Damini, Il miracolo di Sant'Antonio da Padova, olio su tela, post 1630.

L’altare collocato nella cappella di San Ludovico fu acquistato dai nobili Monticelli per la nuova cappella del Sacro Cuore di Ombriano; è andata perduta, invece, la pala del santo opera di Gian Giacomo Barbelli.
A Ombriano giunsero la balaustra e l’altare seicenteschi della cappella di Sant’Antonio da Padova; la prima fu collocata per delimitare il presbiterio, il secondo – un antico patronato della nobile famiglia Zurla – fu collocato nella nuova cappella di San Rocco. Nella chiesa ombrianese fu trasportata anche la pala d’altare, Miracolo di sant’Antonio di Padova di Pietro Damini.
È assai probabile che anche i confessionali di Ombriano provengano da San Francesco: infatti, sono dotati di un timpano che reca uno stemma tripartito con tre chiodi, la corona di spine e due braccia incrociate, che rimanda al terzo ordine regolare di San Francesco.

## Opere perdute
Elenco di opere certe di cui non se ne conosce la destinazione.
- San Ludovico, olio su tela di Gian Giacomo Barbelli, trasferita nella cappella di San Francesco di Paola di Ombriano e ivi ancora presente nel 1888[22].
- Sant’Anna, la Vergine Maria col Bambino e il Padre Eterno, olio su tela di Giovan Angelo Ferrario,  collocata all’altare di Sant’Anna e trasferita a Ombriano dove era ancora presente nel 1888[22]
- Ancona del Suffragio dei Morti, collocata presso l’altare dei Morti del Suffragio, di Giovan Battista Lucini[23].
- San Carlo, di Giacomo Parravicino presso l’omonima cappella di pertinenza delle famiglie Griffoni Sant’Angelo e Tadini[24].
- Probabile quadro raffigurante Sant’Antonio da Padova di Andrea Celesti[25].
- Quattro Profeti di Giovan Battista Lucini, presso l’altare della Beata Vergine Annunciata[25].

Ma la chiesa era ricchissima di opere d'arte; in un inventario del 1797 compilato poco prima della soppressione dagli ispettori della Repubblica Cisalpina sono riportati: una vasta biblioteca (della quale 2 mila volumi finirono presso la biblioteca di Crema nella seconda metà del XIX secolo), vari oggetti e suppellettili d'argento (reliquiari, ostensori, pissidi, candelieri), numerosi quadri e quadretti presenti tanto presso gli altari laterali quanto all'interno delle stanze conventuali, di cui tuttavia non viene riportato il soggetto.